# Aviação do Exército Alemão
 A Tropa de Aviação do Exército Alemão (em alemão:  Heeresfliegertruppe) é um componente especial das Forças Armadas Alemãs (Bundeswehr), subordinado ao Exército Alemão. A tropa de Aviação do Exército Alemão é uma arma do Exército Alemão (Heer), que compreende todas as unidades de helicópteros. A Força Aérea Alemã (Luftwaffe) e a Marinha Alemã também possuem suas próprias unidades de helicóptero.

## Identificação
O brasão de armas da Aviação do Exército Alemão apresenta uma águia branca, descendo enquanto carrega uma espada em suas garras. Membros da Aviação do Exército usam uma boina cor de vinho. O emblema da boina é uma asa, cruzada verticalmente por uma espada, cercada por folhas de carvalho. A cor da arma (Waffenfarbe) da Aviação do Exército Alemão (um meio que os militares alemães usam para distinguir entre diferentes corpos ou funções de tropas em seus serviços armados) é cinza-prateado. As dragonas dos membros da aviação do exército alemão são revestidas em cinza prateado. Os detalhes da gola do uniforme são mantidos na mesma cor com dois cordões verticais. As mangas dos uniformes exibem asas , enfatizando sua principal tarefa.

## Tarefas
As principais tarefas da Aviação do Exército são:
- apoio de tropas próprias através do combate anti-carro .
- transporte interno e externo de pessoal e material.
- reconhecimento em combinação com outras unidades.
- ligação entre diferentes unidades
- desastre alívio, por exemplo, incêndios florestais, inundações etc.

Devido às suas múltiplas tarefas, a  Aviação do Exército Alemão não tem nenhuma das tarefas clássicas das unidades do exército, como liderar e apoiar a liderança, combater e apoiar a força de combate.
A maioria das unidades da Aviação do Exército é subordinada à Divisão de Forças Rápidas (Division Schnelle Kräfte). Esta divisão foi fundada em 1 de abril de 2001.

## História
Após a fundação da Bundeswehr em 1955, o primeiro comandante do departamento da Aviação do Exército Alemão, Coronel Horst Pape, foi nomeado em 7 de novembro de 1956. Durante os próximos dez anos, um grande número de bases em todo o território da República Federal da Alemanha foi fundado.
Em um primeiro momento, todo o equipamento foi adquirido de nações aliadas. No entanto, a partir do final da década de 1960, foi dada mais ênfase ao desenvolvimento de novas tecnologias com outros parceiros europeus. Até 1990, a Aviação do Exército Alemão estava restrita a ser empregada apenas durante missões de ajuda na Alemanha e nos países da OTAN.
Desde a unificação da República Federal da Alemanha com a República Democrática Alemã, em 1990, houve várias rodadas de reorganizações dentro das Bundeswehr, afetando também a Aviação do Exército Alemão. Várias bases foram fechadas e suas unidades foram dissolvidas ou fundidas com outras unidades. Em 2002, a maioria das unidades restantes da Aviação do Exército alemão foram incorporadas à Divisão de Operações Aeromóveis (Divisão Luftbewegliche Operationen).
Além disso, o papel da Aviação do Exército Alemão também mudou. Desde meados da década de 90, tem sido cada vez mais utilizada em um papel de apoio em vários países para organismos tão variados quanto as Nações Unidas, a OTAN e a UE, primeiro no Iraque após a 1ª Guerra do Golfo, depois nos Balcãs com IFOR, KFOR, A SFOR e a EUFOR, e posteriormente no Afeganistão como parte da ISAF e mais recentemente na República Democrática do Congo como parte da EUFOR RD Congo para apoiar a missão da ONU MONUC para monitorar as eleições gerais em 2006. Essa missão começou em junho de 2006 e terminou com os últimos soldados retornando em dezembro do mesmo ano.
Em outubro de 2011, o Ministério da Defesa Federal da Alemanha anunciou uma reorganização / redução das Forças Armadas Alemãs (Neuausrichtung der Bundeswehr). Como conseqüência, a força da Aviação do Exército da Alemanha foi reduzida. As operações de voo em várias bases aéreas deixaram de existir e as respetivas unidades serão dissolvidas. Outras unidades foram transferidas para a Força Aérea Alemã, em particular os helicópteros de grande porte CH-53G, tendo a Aviação do Exército recebido os NH-90 oriundos da Força Aérea

### Emprego
Devido a suas capacidades especiais, as unidades da Aviação do Exército alemão estiveram e estão envolvidas em quase todas as missões no exterior e pelo exército. Podem ser destracadas:
- 1962:   inundação em Hamburgo;
- 1991 a 1996: UNSCOM - Comissão Especial das Nações Unidas no Iraque;
- 1993 a 1994: UNOSOM - Operação das Nações Unidas na Somália II na Somália;
- 1995 a 1996: Força de Implementação da IFOR na Iugoslávia;
- 1996 a 1998: Força de Estabilização SFOR na Iugoslávia;
- 1997:  inundações no rio Oder, na fronteira com a Polônia;
- desde 1998: Força da KFOR - Kosovo na Iugoslávia;
- desde 2004: Força da União Europeia na Bósnia e Herzegovina;
- desde 2002: Força Internacional de Assistência à Segurança da ISAF no Afeganistão e Uzbequistão;
- 2002: inundação no rio Elba, na Alemanha;
- 2005 a 2006: missão humanitária em socorro a populações atingidas por terremoto no Paquistão;
- 2006: Força da União Europeia no Congo;
- 2007: incêndios florestais na Grécia;
- 2011 a 2012: emprego da força de estabilização SFOR com BO 105;
- 2013: inundações no rio Elba;
- 2013 a 2014: Força Internacional de Assistência à Segurança da ISAF implantada pela OTANcom helicópteros  Tiger e NH-90;
- 2017 a 2018: Missão das Nações Unidas MINUSMA - Missão multidimensional de estabilização integrada das Nações Unidas no Mali com helicópteros Tigre e NH-90.

As unidades da Aviação do Exército alemão, podem, em contraste com a estrutura básica do Exército Alemão, formar agrupamentos mistos de aviação do exército nas quais diferentes máquinas são usadas. Esses agrupamentos mistos podem ser subordinadas ao comandante nacional na área operacional. Portanto, é necessário que o pessoal do comando da aviação domine os princípios operacionais de todos os sistemas de armas da Força de Aviação do Exército.

## Equipamento
A Aviação do Exército Alemão é equipada com:
- Bell UH-1D, helicóptero de transporte leve.
- Eurocopter EC135, helicóptero de treinamento.
- NH90, helicóptero de emprego geral
- Eurocopter Tiger, helicóptero de ataque

- Bell UH-1D
- Bölkow Bo 105 P1A1

## Unidades
As seguintes unidades estavam subordinadas à Divisão de Operações Aerómóveis, sendo a sede da divisão em Veitshöchheim :
| Nome da unidade                                                 | Voo                  | Com base em   | Insígnia | Nota                                 |
| --------------------------------------------------------------- | -------------------- | ------------- | -------- | ------------------------------------ |
| Regimento de helicópteros para transporte médio 15 Münsterland  | Sikorsky CH-53G / GS | Rheine        |          | Desativado                           |
| Regimento de helicópteros para transporte médio 25 Oberschwaben | Sikorsky CH-53G / GS | Laupheim      |          | Transferido para a Força Aérea Alemã |
| Regimento de helicópteros de transporte 30                      | Bell UH-1D           | Niederstetten |          |                                      |

As seguintes unidades faziam parte da Brigada Aeromóvel 1 da Divisão de Operações Aeromóveis. A sede da divisão era em Fritzlar :
| Nome da unidade                                                    | Voo         | Com base em | Insígnia | Nota                |
| ------------------------------------------------------------------ | ----------- | ----------- | -------- | ------------------- |
| Regimento de helicópteros para transporte leve 10 Lüneburger Heide | NH90        | Faßberg     |          |                     |
| Regimento de helicópteros de ataque 26 Franken                     | MBB Bo 105P | Roth        |          | 30 de junho de 2014 |
| Regimento de helicópteros de ataque 36 Kurhessen                   | MBB Bo 105P | Fritzlar    |          |                     |

A unidade a seguir não fazia parte da Divisão de Operações Aéreas, mas da Ala de Transporte Aéreo 62 :
| Nome da unidade                            | Voo        | Com base em | Insígnia | Nota                                 |
| ------------------------------------------ | ---------- | ----------- | -------- | ------------------------------------ |
| Esquadrão de Apoio à Aviação do Exército 1 | Bell UH-1D | Holzdorf    |          | Desativado em 31 de dezembro de 2013 |

As seguintes unidades operavam independentemente:
| Nome da unidade                                                  | Voo         | Com base em | Insígnia | Nota       |
| ---------------------------------------------------------------- | ----------- | ----------- | -------- | ---------- |
| Esquadrão de Manutenção da Aviação do Exército 100               |             | Celle       |          | Desativado |
| Esquadrão de Aviação do Exército 109                             |             | Celle       |          | Desativado |
| Esquadrão de ligação e reconhecimento da aviação do exército 109 | MBB Bo 105M | Celle       |          | Desativado |

As seguintes unidades fazem ou fizeram parte da Escola de Aviação do Exército, hoje denominada Centro Internacional de Formação em Helicópteros (Internationales Hubschrauberausbildungszentrum) . A sede da escola fica em Bückeburg :
| Nome da unidade                               | Com base em     | Insígnia | Nota                                 |
| --------------------------------------------- | --------------- | -------- | ------------------------------------ |
| Grupo de Instrução A (instrução de voo)       | Bückeburg       |          |                                      |
| Grupo de Instrução B (instrução terrestre)    | Bückeburg       |          |                                      |
| Centro de Treinamento C (instrução de voo)    | Celle           |          | A ser desativado                     |
| Esquadrão de Teste de Aviação do Exército 910 | Bückeburg       |          | Desativado em 31 de dezembro de 2008 |
| Grupo de Pesquisa e Desenvolvimento           | Bückeburg       |          |                                      |
| Departamento de Manutenção Técnica            | Bückeburg       |          |                                      |
| Centro de Treinamento Franco-Alemão           | Le Luc (França) |          |                                      |